# Eliane Brum
Eliane Brum (nascuda el maig del 1960 a Ijuí) és una periodista, escriptora i documentalista brasilera. Es va graduar a la Pontifícia Universitat Catòlica de Rio Grande del Sud (PUC/RS) el 1988 i ha escrit per a Zero Hora, Época i El País i ha guanyat més de 40 premis internacionals, entre els quals el Premi Rey de España i de l'Associació Interamericana de Premsa.
Brum és l'autora d'una novel·la - Uma Duas - tres llibres d'informatius: Coluna Prestes - O Avesso da Lenda, A Vida que Ninguém Vê (que va ser guardonada el 2007 el Prêmio Jabuti) i O Olho da Rua - i A Menina Quebrada, una col·lecció de columnes escrites per ella al lloc web de la revista Época. Va participar en la recopilació d'informes especials sobre Metges sense fronteres Dignidade!, que també va incloure autors com Mario Vargas Llosa. Ha estat codirectora de tres documentals: Uma Historia Severina, Gretchen Filme Estrada i Laerte-se (sobre la vida de la dibuixant trans Laerte).